# Berndt Helleberg
Berndt Sigurd Helleberg (Härnösand, 17 december 1920 - Åkersberga, 10 juni 2008) was een Zweedse beeldhouwer en medailleur.

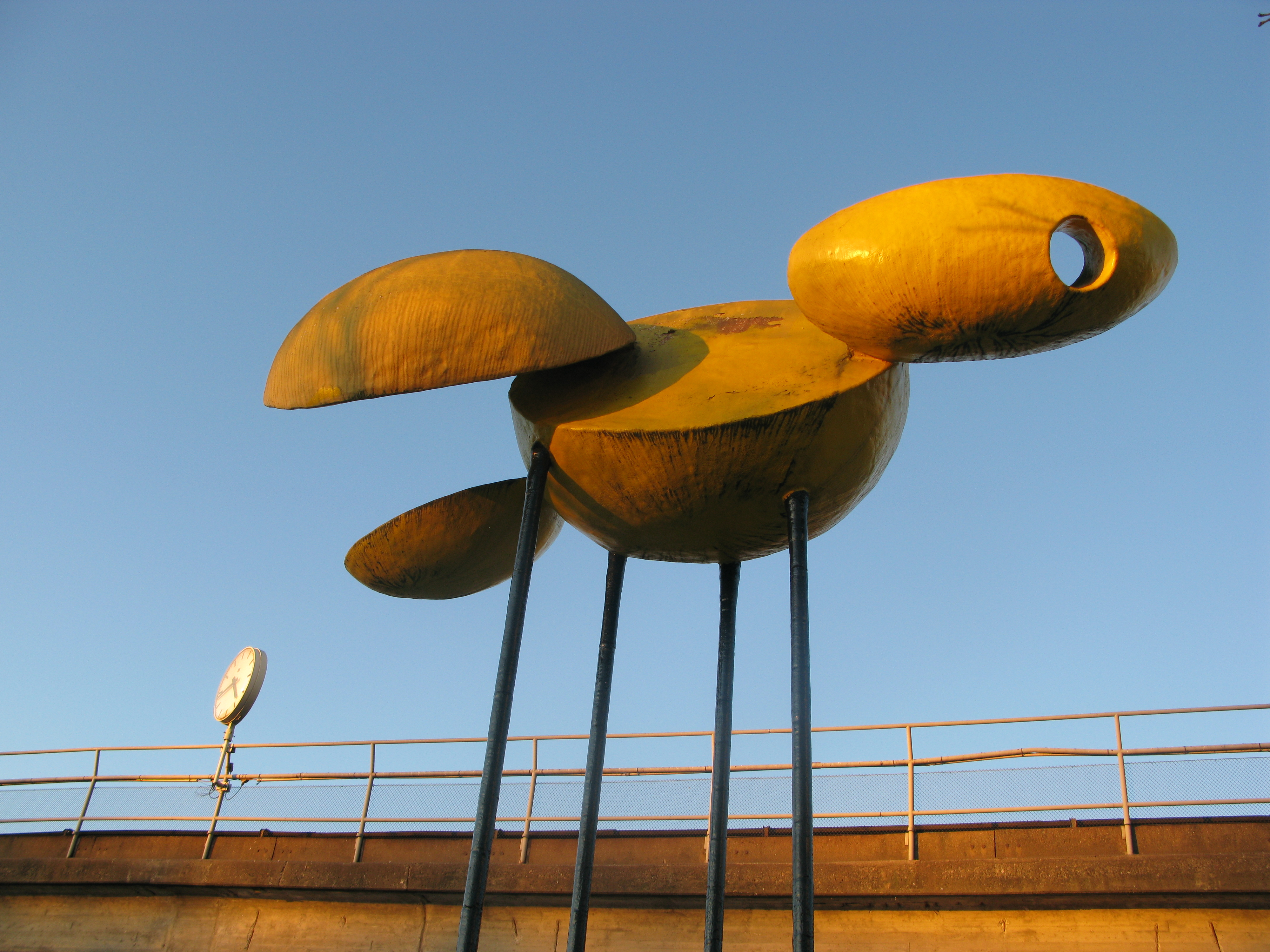
'Vogel met eieren (1969)

## Leven en werk
Helleberg werd opgeleid tot beeldhouwer aan de koninklijke kunstacademie Mejan in Stockholm, bij Robert Nilsson en Nils Sjögren. In 1949 studeerde hij af en werkte hij vervolgens een tijd in het keramiekatelier van Pablo Picasso in Vallauris. Helleberg woonde in de tijd in Alba-la-Romanie, een klein bergdorpje in de Rhônevallei. In 1950 deed hij als zelfstandig beeldhouwer mee aan de internationale beeldententoonstelling georganiseerd door de Tate Gallery in Londen. Helleberg trouwde in 1952 met Margaret Kinberg, zij kregen drie kinderen.
Naast beeldhouwer was Hellenberg medailleur. Hij was lid van de Fédération internationale de la médaille d'art (Fidem), waar hij in 1955 een eerste prijs won. In 1978-1979 werkte hij met zeven andere medailleurs aan een serie van veertig medailles waarop Zweedse schrijvers werden afgebeeld. Hellenberg maakte de medailles met de beeltenissen van Hjalmar Söderberg, Bo Bergman, Vilhelm Ekelund, Sigfrid Siwertz en Hjalmar Bergman.
Hij was artistiek adviseur in Stockholms län. Samen met Björn Selder nam Helleberg initiatief voor de oprichting van 'Skulptörförbundet', de Zweedse beeldhouwersvereniging. Hij werd in 2001 bekroond met de Erik Lindbergprijs van de Academie van Beeldende Kunsten.

## Werken (selectie)
- Reliëf (1957) in terrazzotegels op de pilaren op het bovenste platform van het metrostation T-Centralen.
- Glas-in-loodraam (1963) voor de St. Ansgar Kerk bij Alvik in Bromma.
- Diverse kunstwerken (1964, 1992) voor het metrostation Hornstull in Södermalm.
- Speelsculptuur (1968), glasvezel, Humlegårdsskolan in Visby.
- Vogel met eieren (1969), glasvezel, buiten Brommaplans metrostation in Stockholm.
- Dag en nacht (1981), een negen meter hoge sculptuur in glasvezel en beton in Riyad (Saoedi-Arabië).
- Gesloten figuur (1984), brons, binnenplaats Eksjoe Museum.

- Gemeinsame Normdatei: 139287485
- KulturNav: d2ec5c40-2af9-439a-8411-f2668aac3e4a
- Virtual International Authority File: 100572867